# Albares (Guadalajara)
Albares ist ein Ort und eine Gemeinde (municipio) mit 608 Einwohnern (Stand: 2024) im Südwesten der Provinz Guadalajara in der Autonomen Gemeinschaft Kastilien-La Mancha. 

## Lage und Klima
Albares liegt in einer Höhe von ca. 740 m in der Kulturlandschaft der Alcarria. Die Entfernung zur nordnordwestlich gelegenen Provinzhauptstadt Guadalajara beträgt ca. 37 Kilometer (Fahrtstrecke). Das Klima ist gemäßigt bis warm; Regen fällt übers Jahr verteilt.

## Bevölkerungsentwicklung
| Jahr      | 1970 | 1981 | 1991 | 2001 | 2011 | 2021 |
| Einwohner | 695  | 581  | 527  | 491  | 567  | 479  |

## Sehenswürdigkeiten

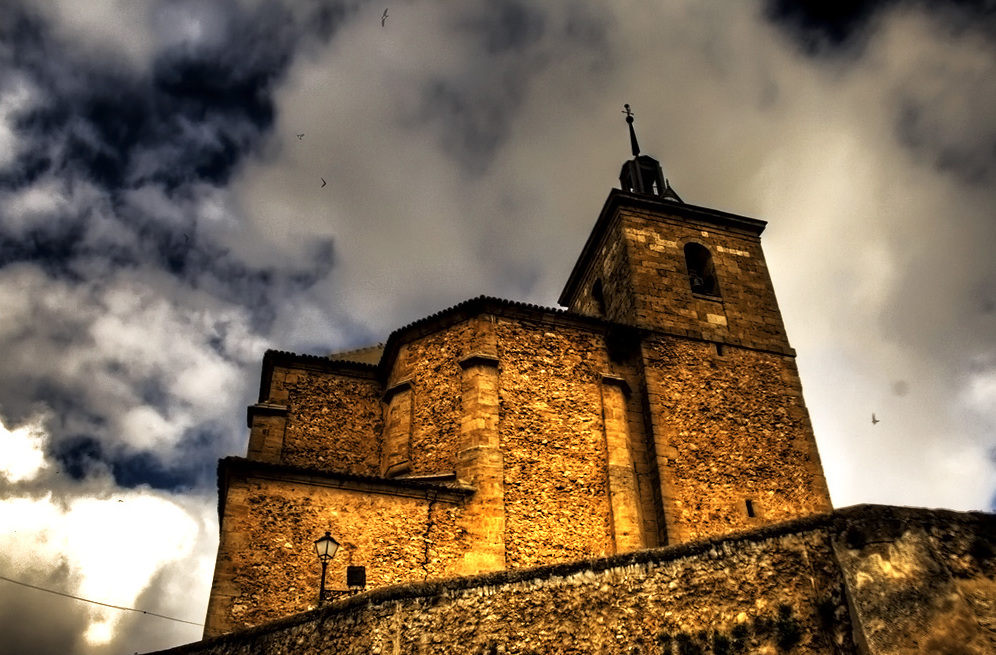
Stefanskirche

- Stefanskirche